# Sĩ quan (Quân đội nhân dân Việt Nam)
Sĩ quan Quân đội nhân dân Việt Nam là cán bộ của Đảng Cộng sản Việt Nam và Nhà nước Cộng hòa xã hội chủ nghĩa Việt Nam, hoạt động trong lĩnh vực quân sự, được Nhà nước phong quân hàm cấp Úy, cấp Tá, cấp Tướng.
Sĩ quan là lực lượng nòng cốt của quân đội và là thành phần chủ yếu trong đội ngũ cán bộ quân đội, đảm nhiệm các chức vụ lãnh đạo, chỉ huy, quản lý hoặc trực tiếp thực hiện một số nhiệm vụ khác, bảo đảm cho quân đội sẵn sàng chiến đấu và hoàn thành mọi nhiệm vụ được giao. 
Đội ngũ sĩ quan đặt dưới sự lãnh đạo tuyệt đối, trực tiếp về mọi mặt của Đảng Cộng sản Việt Nam, sự thống lĩnh của Chủ tịch nước, sự quản lý thống nhất của Chính phủ và sự chỉ huy, quản lý trực tiếp của Bộ trưởng Bộ Quốc phòng.

## Những quy định chung

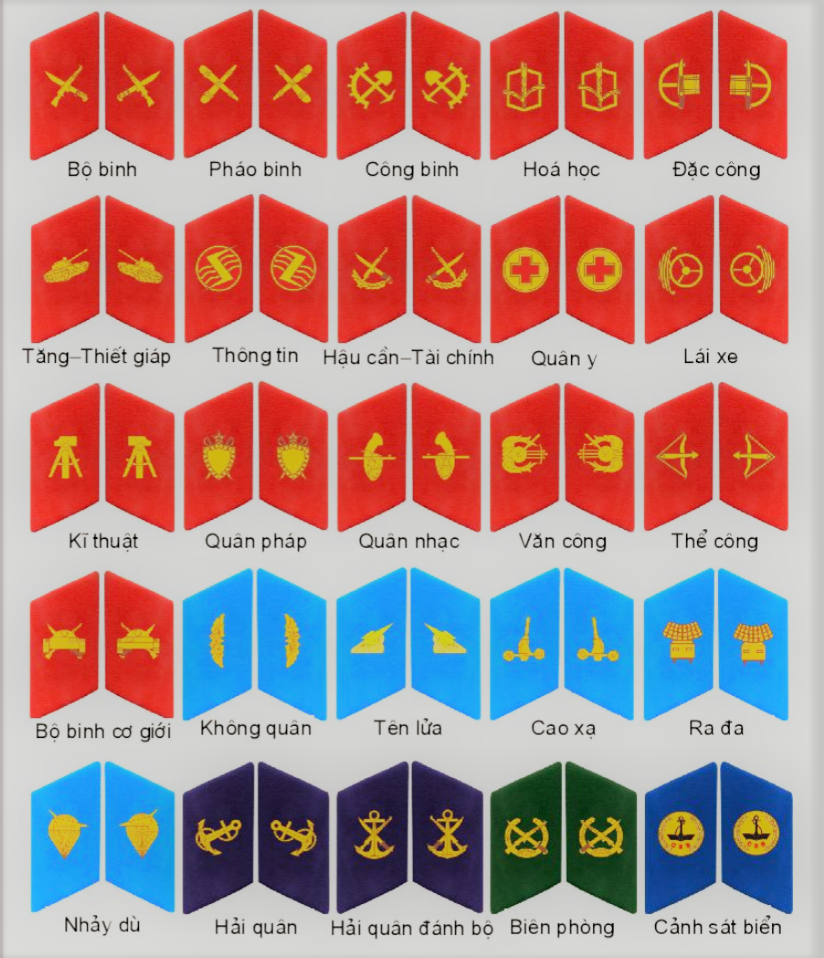
Một số phù hiệu sĩ quan cấp úy, tá

### Ngạch, nhóm ngành
Sĩ quan chia thành hai ngạch: 
- Ngạch sĩ quan tại ngũ là ngạch sĩ quan thuộc lực lượng thường trực đang công tác trong quân đội hoặc đang được biệt phái;
- Ngạch sĩ quan dự bị là ngạch gồm những sĩ quan thuộc lực lượng dự bị động viên được đăng ký, quản lý, huấn luyện để sẵn sàng huy động vào phục vụ tại ngũ.

Sĩ quan gồm các nhóm ngành sau đây:
- Sĩ quan chỉ huy, tham mưu là sĩ quan đảm nhiệm công tác tác chiến, huấn luyện và xây dựng lực lượng về quân sự;
- Sĩ quan chính trị là sĩ quan đảm nhiệm công tác đảng, công tác chính trị;
- Sĩ quan hậu cần là sĩ quan đảm nhiệm công tác bảo đảm vật chất cho sinh hoạt, huấn luyện và tác chiến của quân đội;
- Sĩ quan kỹ thuật là sĩ quan đảm nhiệm công tác bảo đảm về kỹ thuật vũ khi, trang thiết bị;
- Sĩ quan chuyên môn khác là sĩ quan đảm nhiệm công tác trong các ngành không thuộc các nhóm sĩ quan nên trên.

### Chức vụ, chức danh sĩ quan
Tại kỳ họp thứ 8, Quốc hội khóa XV đã biểu quyết thông qua Luật Sĩ quan Quân đội nhân dân Việt Nam sửa đổi, bổ sung. Tại Điều 11 đã bổ sung nhiều chức vụ, chức danh là các cấp phó của các chức vụ, chức danh cơ bản của sĩ quan đã được quy định trước đó. 
Theo đó, chức vụ cơ bản của sĩ quan gồm có:
1. Bộ trưởng Bộ Quốc phòng;
2. Tổng Tham mưu trưởng; Chủ nhiệm Tổng cục Chính trị;
3. Thứ trưởng Bộ Quốc phòng, Phó Tổng tham mưu trưởng, Phó Chủ nhiệm Tổng cục Chính trị;
5. Chủ nhiệm, Chính ủy Tổng cục;
6. Tư lệnh, Chính ủy: Quân khu, Quân chủng, Bộ đội Biên phòng, Quân đoàn;
7. Phó Chủ nhiệm Tổng cục, Phó Tổng cục trưởng, Phó Chính ủy Tổng cục; Phó Tư lệnh, Phó Chính ủy: Quân khu, Quân chủng, Bộ đội Biên phòng, Quân đoàn;
8. Tư lệnh, Chính ủy: Binh chủng, Vùng Hải quân; 
9. Phó Tư lệnh, Phó Chính ủy: Binh chủng, Vùng Hải quân;
10. Sư đoàn trưởng, Chính ủy Sư đoàn; Chỉ huy trưởng, Chính ủy Bộ Chỉ huy Quân sự (CHQS) cấp tỉnh; Chỉ huy trưởng, Chính ủy BĐBP cấp tỉnh; 
11.Phó Sư đoàn trưởng, Phó Chính ủy Sư đoàn; Phó Chỉ huy trưởng, Phó Chính ủy Bộ chỉ huy quân sự cấp tỉnh; Phó Chỉ huy trưởng, Phó Chính ủy Bộ chỉ huy Bộ đội Biên phòng cấp tỉnh.
12. Lữ đoàn trưởng, Chính ủy Lữ đoàn; 
13. Phó Lữ đoàn trưởng, Phó Chính ủy Lữ đoàn; 
14. Trung đoàn trưởng, Chính ủy Trung đoàn; Chỉ huy trưởng, Chính trị viên Ban CHQS cấp huyện; 
15. Phó Trung đoàn trưởng, Phó Chính ủy Trung đoàn; Phó Chỉ huy trưởng, Chính trị viên phó Ban chỉ huy quân sự cấp huyện;
16. Tiểu đoàn trưởng, Chính trị viên Tiểu đoàn; 
17. Phó Tiểu đoàn trưởng, Chính trị viên phó Tiểu đoàn;
18. Đại đội trưởng, Chính trị viên Đại đội; 
19. Phó Đại đội trưởng, Chính trị viên phó Đại đội;
20. Trung đội trưởng.

### Tuổi phục tại ngũ
Hạn tuổi cao nhất của sĩ quan phục vụ tại ngũ theo cấp bậc quân hàm:
- Cấp úy: 50 tuổi;
- Thiếu tá: 52 tuổi;
- Trung tá: 54 tuổi;
- Thượng tá: 56 tuổi;
- Đại tá: 58 tuổi;
- Cấp tướng: 60 tuổi.

Khi quân đội có nhu cầu, sĩ quan đáp ứng đủ điều kiện và tự nguyện thì có thể kéo dài tuổi phục vụ tại ngũ không quá 5 năm, trường hợp đặc biệt có thể kéo dài hơn.

### Tuyển chọn đào tạo
Công dân nước Cộng hòa xã hội chủ nghĩa Việt Nam có đủ tiêu chuẩn, có nguyện vọng và khả năng hoạt động trong lĩnh vực quân sự thì có thể được tuyển chọn đào tạo sĩ quan.
Ngoài ra, còn có những người sau được tuyển chọn bổ sung cho đội ngũ sĩ quan tại ngũ:
- Hạ sĩ quan, binh sĩ tốt nghiệp các trường đào tạo sĩ quan hoặc các trường đại học ngoài quân đội;
- Hạ sĩ quan, binh sĩ hoàn thành tốt nhiệm vụ chiến đấu;
- Quân nhân chuyên nghiệp, công chức quốc phòng tại ngũ tốt nghiệp đại học trở lên đã được đào tạo, bồi dưỡng chương trình quân sự theo quy định;
- Cán bộ, công chức ngoài quân đội và những người tốt nghiệp địa học trở lên được điều động vào phục vụ trong quân đội đã được đào tạo, bồi dưỡng chương trình quân sự theo quy định;
- Sĩ quan dự bị.

## Quân hàm, chức vụ sĩ quan

### Cấp bậc quân hàm cao nhất đối với chức vụ của sĩ quan
| Quân hàm                  | Chức vụ | Không quá |
| ------------------------- | --- | --------- |
| Đại tướng                 | Bộ trưởng Bộ Quốc phòng | 3         |
| Đại tướng                 | Chủ nhiệm Tổng cục Chính trị, Tổng tham mưu trưởng | 3         |
| Thượng tướng, Đô đốc      | Thứ trưởng Bộ Quốc phòng | 6         |
| Thượng tướng, Đô đốc      | Phó Tổng tham mưu trưởng, Phó Chủ nhiệm Tổng cục Chính trị | 3         |
| Thượng tướng, Đô đốc      | Giám đốc, Chính ủy Học viện Quốc phòng |           |
| Trung tướng, Phó Đô đốc   | Tư lệnh, Chính ủy: Quân khu, Quân chủng, BĐBP; các Bộ Tư lệnh: Thủ đô Hà Nội, Thành phố Hồ Chí Minh, Cảnh sát biển, Tác chiến không gian mạng |           |
| Trung tướng, Phó Đô đốc   | Chủ nhiệm/Tổng cục trưởng, Chính ủy Tổng cục |           |
| Trung tướng, Phó Đô đốc   | Trưởng ban Cơ yếu Chính phủ |           |
| Trung tướng, Phó Đô đốc   | Giám đốc, Chính ủy các học viện: Lục quân, Chính trị, Kỹ thuật Quân sự, Hậu cần, Quân y |           |
| Trung tướng, Phó Đô đốc   | Hiệu trưởng, Chính ủy các trường sĩ quan: Lục quân I, Lục quân II, Chính trị |           |
| Trung tướng, Phó Đô đốc   | Phó Giám đốc Học viện Quốc phòng | 3         |
| Trung tướng, Phó Đô đốc   | Phó Chính ủy Học viện Quốc phòng | 1         |
| Trung tướng, Phó Đô đốc   | Cục trưởng các cục: Đối ngoại; Tác chiến, Quân huấn, Quân lực, Dân quân tự vệ, Nhà trường, Tác chiến điện tử, Cứu hộ - Cứu nạn; Tổ chức, Cán bộ, Tuyên huấn |           |
| Trung tướng, Phó Đô đốc   | Chánh Thanh tra Bộ Quốc phòng |           |
| Trung tướng, Phó Đô đốc   | Chánh án Tòa án Quân sự Trung ương |           |
| Trung tướng, Phó Đô đốc   | Viện trưởng Viện Kiểm sát Quân sự Trung ương |           |
| Trung tướng, Phó Đô đốc   | Chánh Văn phòng Bộ Quốc phòng |           |
| Trung tướng, Phó Đô đốc   | Viện trưởng Viện Chiến lược Quốc phòng |           |
| Trung tướng, Phó Đô đốc   | Giám đốc Bệnh viện Trung ương Quân đội 108 |           |
| Thiếu tướng, Chuẩn Đô đốc | Tư lệnh, Chính ủy: Quân đoàn, Binh chủng, Vùng Hải quân, Vùng Cảnh sát biển; Bộ Tư lệnh Bảo vệ Lăng Chủ tịch Hồ Chí Minh |           |
| Thiếu tướng, Chuẩn Đô đốc | Cục trưởng các cục: Khoa học quân sự, Tài chính, Kế hoạch và Đầu tư, Điều tra hình sự, Kinh tế; Tiêu chuẩn - Đo lường - Chất lượng, Cơ yếu, Bản đồ; Bảo vệ an ninh Quân đội, Dân vận, Chính sách; Doanh trại, Quân y, Quân nhu, Xăng dầu, Vận tải; Quân khí, Xe - Máy, Kỹ thuật binh chủng; Quản lý công nghệ; 11, 12, 16, 25, 71; Phòng không lục quân, Trinh sát, Phòng chống ma túy và tội phạm; Quản lý kỹ thuật nghiệp vụ mật mã; Huấn luyện - Đào tạo |           |
| Thiếu tướng, Chuẩn Đô đốc | Viên trưởng các viện: Khoa học và Công nghệ Quân sự, Lịch sử Quân sự Việt Nam, 26, 70 |           |
| Thiếu tướng, Chuẩn Đô đốc | Giám đốc, Chính ủy các học viện: Phòng không - Không quân, Hải quân, Biên phòng, Khoa học Quân sự |           |
| Thiếu tướng, Chuẩn Đô đốc | Giám đốc Học viện Kỹ thuật Mật mã |           |
| Thiếu tướng, Chuẩn Đô đốc | Tư lệnh các Binh đoàn: 11, 12, 15, 16, 18 |           |
| Thiếu tướng, Chuẩn Đô đốc | Chủ nhiệm Chính trị: Tổng cục, Quân khu, Quân chủng, BĐBP, Học viện Quốc phòng, Bộ Tổng tham mưu |           |
| Thiếu tướng, Chuẩn Đô đốc | Phó Tham mưu trưởng là Bí thư hoặc Phó Bí thư Đảng ủy Bộ Tham mưu: Quân khu, Quân chủng, BĐBP | 1         |
| Thiếu tướng, Chuẩn Đô đốc | Phó Chủ nhiệm Chính trị là Bí thư hoặc Phó Bí thư Đảng ủy Cục Chính trị: Quân khu, Quân chủng, BĐBP | 1         |
| Thiếu tướng, Chuẩn Đô đốc | Tổng Biên tập: Báo Quân đội nhân dân, Tạp chí Quốc phòng toàn dân |           |
| Thiếu tướng, Chuẩn Đô đốc | Giám đốc Trung tâm Phát thanh - Truyền hình Quân đội |           |
| Thiếu tướng, Chuẩn Đô đốc | Tổng Giám đốc Tập đoàn Công nghiệp - Viễn thông Quân đội |           |
| Thiếu tướng, Chuẩn Đô đốc | Phó Tổng Giám đốc là Bí thư Đảng ủy Tập đoàn Công nghiệp - Viễn thông Quân đội | 1         |
| Thiếu tướng, Chuẩn Đô đốc | Tổng Giám đốc Trung tâm Nhiệt đới Việt - Nga |           |
| Thiếu tướng, Chuẩn Đô đốc | Giám đốc: Bệnh viên 175, Bệnh viên 103, Viện Y học cổ truyền Quân đội, Viện Bỏng Quốc gia |           |
| Thiếu tướng, Chuẩn Đô đốc | Chủ nhiệm các khoa thuộc Học viện Quốc phòng: Lý luận Marx Lenin; Công tác Đảng, công tác chính trị; Chiến lược; Chiến dịch |           |
| Thiếu tướng, Chuẩn Đô đốc | Trợ lý Bộ trưởng Bộ Quốc phòng |           |
| Thiếu tướng, Chuẩn Đô đốc | Vụ trưởng Vụ Pháp chế |           |
| Thiếu tướng, Chuẩn Đô đốc | Chánh Văn phòng Bộ Tổng Tham mưu, Tổng cục Chính trị |           |
| Thiếu tướng, Chuẩn Đô đốc | Phó Tư lệnh Quân chủng | 6         |
| Thiếu tướng, Chuẩn Đô đốc | Phó Tư lệnh BĐBP | 5         |
| Thiếu tướng, Chuẩn Đô đốc | Phó Chủ nhiệm/Phó Tổng cục trưởng Tổng cục | 4         |
| Thiếu tướng, Chuẩn Đô đốc | Phó Tư lệnh: Quân khu, Bộ Tư lệnh 86 | 4         |
| Thiếu tướng, Chuẩn Đô đốc | Phó Cục trưởng các cục: Tác chiến, Quân huấn | 3         |
| Thiếu tướng, Chuẩn Đô đốc | Phó Giám đốc các học viện: Lục quân, Chính trị, Kỹ thuật Quân sự, Hậu cần, Quân y | 3         |
| Thiếu tướng, Chuẩn Đô đốc | Phó Hiệu trưởng các trường sĩ quan: Lục quân I, Lục quân II, Chính trị | 3         |
| Thiếu tướng, Chuẩn Đô đốc | Phó Tư lệnh các Bộ Tư lệnh: Thủ đô Hà Nội, Thành phố Hồ Chí Minh, Cảnh sát biển | 3         |
| Thiếu tướng, Chuẩn Đô đốc | Phó Chính ủy: Tổng cục, Quân khu, Quân chủng, BĐBP; các học viện: Lục quân, Chính trị, Kỹ thuật Quân sự, Hậu cần, Quân y; các trường sĩ quan: Lục quân I, Lục quân II, Chính trị; các Bộ Tư lệnh: Thủ đô Hà Nội, Thành phố Hồ Chí Minh, Cảnh sát biển, 86 | 1         |
| Thiếu tướng, Chuẩn Đô đốc | Phó Trưởng ban Cơ yếu Chính phủ | 3         |
| Thiếu tướng, Chuẩn Đô đốc | Phó Chánh Thanh tra Bộ Quốc phòng | 3         |
| Thiếu tướng, Chuẩn Đô đốc | Phó Cục trưởng các cục: Đối ngoại; Quân lực, Dân quân tự vệ, Nhà trường, Tác chiến điện tử, Cứu hộ - Cứu nạn; Tổ chức, Cán bộ, Tuyên huấn | 2         |
| Thiếu tướng, Chuẩn Đô đốc | Phó Chánh án Tòa án Quân sự Trung ương | 2         |
| Thiếu tướng, Chuẩn Đô đốc | Phó Viện trưởng Viện Kiểm sát Quân sự Trung ương | 2         |
| Thiếu tướng, Chuẩn Đô đốc | Phó Chánh Văn phòng Bộ Quốc phòng | 2         |
| Thiếu tướng, Chuẩn Đô đốc | Phó Viện trưởng Viện Chiến lược Quốc phòng | 2         |
| Thiếu tướng, Chuẩn Đô đốc | Phó Giám đốc Bệnh viên Trung ương Quân đội 108 | 1         |
| Đại tá                    | Sư đoàn trưởng, Chính ủy Sư đoàn |           |
| Đại tá                    | Chỉ huy trưởng, Chính ủy Bộ CHQS cấp tỉnh |           |
| Đại tá                    | Chỉ huy trưởng, Chính ủy BĐBP cấp tỉnh |           |
| Đại tá                    | Lữ đoàn trưởng, Chính ủy Lữ đoàn |           |
| Thượng tá                 | Trung đoàn trưởng, Chính ủy Trung đoàn |           |
| Thượng tá                 | Chỉ huy trưởng, Chính trị viên Ban CHQS cấp huyện |           |
| Trung tá                  | Tiểu đoàn trưởng, Chính trị viên Tiểu đoàn |           |
| Thiếu tá                  | Đại đội trưởng, Chính trị viên Đại đội |           |
| Đại úy                    | Trung đội trưởng |           |

Phó Chủ nhiệm và Ủy viên chuyên trách Ủy ban Kiểm tra Quân ủy Trung ương có cấp bậc quân hàm cấp tướng thực hiện theo quy định của cơ quan có thẩm quyền.
Sĩ quan QĐND biệt phái là Ủy viên thường trực Ủy ban Quốc phòng và An ninh của Quốc hội hoặc được bổ nhiệm chức vụ Tổng cục trưởng hoặc tương đương có cấp bậc quân hàm cao nhất là Thiếu tướng;  Sĩ quan QĐND biệt phái là Phó Chủ nhiệm Ủy ban Quốc phòng và An ninh của Quốc hội hoặc được bổ nhiệm chức vụ Thứ trưởng hoặc tương đương có cấp bậc quân hàm cao nhất là Trung tướng; Sĩ quan QĐND biệt phái có chức vụ cao hơn được thăng quân hàm cấp tướng theo quy định của cơ quan có thẩm quyền.

#### Quan hệ cấp bậc với chức vụ
Sĩ quan có cấp bậc quân hàm cao hơn là cấp trên của sĩ quan có cấp bậc quân hàm thấp hơn; trường hợp sĩ quan có chức vụ cao hơn nhưng có cấp bậc quân hàm bằng hoặc thấp hơn cấp bậc quân hàm của sĩ quan thuộc quyền thì sĩ quan có chức vụ cao hơn là cấp trên.

### Thăng quân hàm đối với sĩ quan tại ngũ
Sĩ quan được thăng quân hàm khi có đủ các điều kiện:
- Có đủ tiêu chuẩn chung theo quy định của pháp luật;
- Cấp bậc quân hàm hiện tại thấp hơn cấp bậc quân hàm cao nhất quy định đối với chức vụ, chức danh đang đảm nhiệm;
- Đủ thời hạn xét thăng quân hàm: 
  - Thiếu úy lên Trung úy là 2 năm; Trung úy lên Thượng úy, Thượng ủy lên Đại úy là 3 năm;
  - Đại úy lên Thiếu tá, Thiếu tá lên Trung tá, Trung tá lên Thượng tá, Thượng tá lên Đại tá là 4 năm;
  - Đại tá lên Thiếu tướng (Chuẩn Đô đốc), Thiếu tướng (Chuẩn Đô đốc) lên Trung tướng (Phó Đô đốc), Trung tướng (Phó Đô đốc) lên Thượng tướng (Đô đốc), Thượng tướng (Đô đốc) lên Đại tướng tối thiểu là 4 năm.
- Sĩ quan tại ngũ lập thành tích đặc biệt xuất sắc thì được xét thăng quân hàm vượt bậc, nhưng không vượt quá quân hàm cao nhất đối với chức vụ, chức danh sĩ quan đảm nhiệm.

### Thẩm quyền quyết định đối với sĩ quan
- Chủ tịch nước bổ nhiệm, miễn nhiệm, cách chức Tổng Tham mưu trưởng, Chủ nhiệm Tổng cục Chính trị; phong, thăng, giáng, tước quân hàm cấp tướng, Chuẩn Đô đốc, Phó Đô đốc, Đô đốc Hải quân;

- Thủ tướng Chính phủ bổ nhiệm, miễn nhiệm, cách chức Thứ trưởng; Phó Tổng Tham mưu trưởng, Phó Chủ nhiệm Tổng cục Chính trị; Giám đốc, Chính ủy Học viện Quốc phòng; Chủ nhiệm Tổng cục, Tổng cục trưởng, Chính ủy Tổng cục; Tư lệnh, Chính ủy Quân khu; Tư lệnh, Chính ủy Quân chủng; Tư lệnh, Chính ủy Bộ đội Biên phòng; Tư lệnh, Chính ủy Cảnh sát biển Việt Nam; Trưởng Ban Cơ yếu Chính phủ và các chức vụ khác theo quy định của cấp có thẩm quyền;

- Bộ trưởng Bộ Quốc phòng bổ nhiệm, miễn nhiệm, cách chức các chức vụ và phong, thăng, giáng, tước các cấp bậc quân hàm còn lại và nâng lương sĩ quan;

- Việc bổ nhiệm, miễn nhiệm, cách chức các chức vụ thuộc ngành Kiểm sát, Tòa án, Thi hành án trong quân đội được thực hiện theo quy định của pháp luật.

Cấp có thẩm quyền quyết định bổ nhiệm đến chức vụ nào thì có quyền miễn nhiệm, cách chức, giáng chức, quyết định kéo dài thời hạn phục vụ tại ngũ, điều động, biệt phái, giao chức vụ thấp hơn, cho thôi phục vụ tại ngũ, chuyển ngạch và giải ngạch sĩ quan dự bị đến chức vụ đó.

## Quyền lợi của sĩ quan

### Tiền lương, phụ cấp, nhà ở và điều kiện làm việc đối với sĩ quan tại ngũ
1.Chế độ tiền lương và phụ cấp do Chính phủ quy định; bảng lương của sĩ quan được tính theo chức vụ, chức danh đảm nhiệm và cấp bậc quân hàm phù hợp với tính chất, nhiệm vụ của quân đội là ngành lao động đặc biệt; phụ cấp thâm niên được tính theo mức lương hiện hưởng và thời gian phục vụ tại ngũ. Sĩ quan được hưởng phụ cấp, trợ cấp như đối với cán bộ, công chức có cùng điều kiện làm việc và phụ cấp, trợ cấp có tính chất đặc thù quân sự;
2. Đủ tiêu chuẩn, đến thời hạn xét thăng quân hàm nhưng đã có bậc quân hàm cao nhất của chức vụ đang đảm nhiệm hoặc đã có bậc quân hàm Đại tá, cấp Tướng 4 năm trở lên mà chưa được thăng cấp bậc quân hàm cao hơn thì được nâng lương theo chế độ tiền lương của sĩ quan;
3. Giữ nhiều chức vụ trong cùng một thời điểm thì được hưởng quyền lợi của chức vụ cao nhất và phụ cấp kiêm nhiệm chức danh lãnh đạo theo quy định của pháp luật;
4. Khi có quyết định miễn nhiệm chức vụ thì được hưởng các quyền lợi theo cương vị mới;
5. Được bảo đảm điều kiện để thực hiện nhiệm vụ theo quy định của Bộ trưởng Bộ Quốc phòng;
6. Được hưởng phụ cấp nhà ở; được hưởng chính sách hỗ trợ về nhà ở xã hội, được bảo đảm nhà ở công vụ theo quy định của pháp luật.

### Chăm sóc sức khỏe sĩ quan tại ngũ và gia đình sĩ quan
1. Sĩ quan tại ngũ được chăm sóc sức khỏe; khi bị thương, ốm đau ở xa các cơ sở quân y hoặc mắc những bệnh mà cơ sở quân y không có khả năng điều trị thì được khám bệnh, chữa bệnh tại các cơ sở dân y, được quân đội thanh toán viện phí.
2. Bố, mẹ, người nuôi dưỡng hợp pháp của chồng và của vợ, vợ hoặc chồng và con dưới 18 tuổi của sĩ quan tại ngũ không có chế độ bảo hiểm y tế thì được khám bệnh, chữa bệnh miễn hoặc giảm viện phí tại các cơ sở quân y và dân y theo quy định của Chính phủ. 